# Edenilson Bergonsi
Edenilson Bergonsi, mais conhecido como Edenilson (Carlos Barbosa, 13 de setembro de 1987), é um futebolista brasileiro que atua como meia. Atualmente, joga pelo Bruno's Magpies.

## Carreira
Edenilson começou sua carreira profissional no Mogi Mirim no Campeonato Paulista Série A2 antes de retornar ao Rio Grande do Sul em março de 2007. Ele jogou pelo Esportivo a Série C de 2007. Em dezembro de 2008, assinou com o Brasil de Pelotas por um ano de contrato. Ele foi para o Juventude no final de 2009.
Em julho de 2010, Edenilson juntou-se ao clube italiano Varese e em janeiro de 2011 partiu para a segunda divisão da Bélgica com o FC Brussels. Ele fez sua estreia pelo Bruxelas em um jogo contra Rupel Boom em 4 de fevereiro, entrando como um substituto de segundo tempo. Ele marcou seus primeiros dois gols em uma vitória por 3–2 contra o Waasland-Beveren no Estádio Edmond Machtens em 19 de março e terminou a temporada com 11 aparições, o que lhe garantiu um contrato com o time de primeira divisão Standard de Liége.
Em 30 de julho de 2011, Edenilson assinou com o time Búlgaro de primeira divisão Cherno More, o qual atuou por dois anos. Em junho de 2014, Bergonsi se juntou ao CSKA Sofia com um ano de contrato. Em 1 de julho, ele assina com o time FC Pirin, primeira divisão Búlgara, na temporada 2015/16. Em 8 de novembro de 2016, Edenilson assinou com KF Drita, da primeira divisão de Kosovo. Em 17 de janeiro de 2017, Edenilson assinou um contrato com o CD Eldense da Espanha. Na data de 1 de julho de 2017, Edenilson se apresenta ao Clube Enosis Neon Paralimni do Chipre. Em 1 de agosto de 2018, Edenilson desembarca no Kosovo e assina contrato com o atual Campeão do Kosovo KF Drita. Em 2 de janeiro 2019, Edenilson, depois de 8 temporadas na Europa volta a atuar no Brasil, assina contrato com o Boa Esporte. 
Em 15 de agosto de 2019, depois de ser campeão do interior Mineiro pelo Boa Esporte e acabar Campeonato Mineiro na terceira colocação  Edenilson assina pelo clube Italiano Atlético Terme Fiuggi.
Em 10 de janeiro de 2020, Edenilson assinou contrato por um ano com FK Panevezys, time da primeira divisão da Lituânia.
-->

## Títulos
FK Panevėžys
- Copa da Lituânia[1][2]

FC Drita
- SuperCup Kosovo

Boa Esporte
- Campeonato Interior Mineiro